# Galattosio ossidasi
La galattosio ossidasi è un enzima appartenente alla classe delle ossidoreduttasi, che catalizza la seguente reazione:
D-galattosio + O2 ⇄ D-galatto-esodialdoso + H2O2
L'enzima utilizza il rame come cofattore.